# Wurcyt
Wurcyt (wurtzyt) – minerał z gromady siarczków. Należy do grupy minerałów rzadkich – występuje znacznie rzadziej niż sfaleryt. 
Nazwany na cześć francuskiego chemika Karola A. Wurtza (1817-1884).

## Charakterystyka

### Właściwości
Zazwyczaj tworzy kryształy o pokroju tabliczkowym o sześciokątnych zarysach lub tworzy pojedyncze piramidy heksagonalne. Występuje w skupieniach zbitych, ziarnistych, naciekowych, nerkowych. Obok sfalerytu stanowi odmianę poliformiczną siarczku cynku. Jest kruchy przeświecający. Często tworzy odmiany kolomorficzne. Zawiera domieszki żelaza, kadmu, manganu (erytrocynkit). 

### Występowanie
Jest produktem procesów hydrotermalnych, krystalizuje z gorących roztworów przepływających przez różne skały. Występuje w żyłach kruszcowych, w szczelinach tworzy szczotki krystaliczne. Współwystępuje z galeną, pirytem, markasytem. 
Miejsca występowania: 
- Boliwia,
- Stany Zjednoczone – (Arizona, Arkansas, Kolorado, Connecticut, Idaho, Iowa, Massachusetts, Michigan, Missouri, Montana, Nevada, New Jersey, Nowy Meksyk, Nowy Jork, Ohio, Pensylwania, Utah, Wirginia, Wisconsin),
- Czechy,
- Grecja,
- Niemcy – (Badenia-Wirtembergia, Bawaria, Hesja, Nadrenia Północna-Westfalia, Saksonia-Anhalt, Saksonia),
- także w: Argentynie, Australii, Austrii (Karyntia, Tyrol), w Chinach, Kanadzie, Irlandii, Japonii, Kirgistanie, Meksyku, Namibii, Maroku, Peru, Rumunii, Rosji, RPA, Wielkiej Brytanii, Zambii, na Słowacji, Słowenii, Węgrzech, we Francji i we Włoszech.

- W Polsce: wurcyt występuje na Dolnym Śląsku w Górach Kaczawskich (obok miejscowości Radzimowice), w Małopolsce (kopalnia Olkusz, Pomorzany) i na Górnym Śląsku (kopalnia Biały Szarlej).

### Zastosowanie
- ważna ruda cynku,
- poszukiwany przez kolekcjonerów,
- do wyrobu drobnej galanterii, rzeźb, biżuterii.